# CAE (entreprise)
Pour les articles homonymes, voir CAE.
A ne pas confondre avec CAE Aviation, entreprise luxembourgeoise de services aéronautiques.
CAE (TSX : CAE coté à Toronto) est un leader mondial dans le domaine des technologies de simulation et de modélisation et des solutions intégrées de formation destinées à l’aviation civile, aux forces de défense et de sécurité, et du domaine médical dont le siège social est situé à Montréal.
CAE se classait en 2023 au 67e rang mondial pour la production d'armement.

## Historique
Le 17 mars 1947, Laurent Thériault et Kenneth Patrick fondent la Canadien Aviation Electronics Ltd dans le hangar # 3 des communications de l'aéroport de Saint-Hubert sur la rive sud de Montréal, Québec, Canada.
En 1953, la compagnie déménage sur le chemin de la Côte-de-Liesse à Montréal et devient la CAE inc.
En 1955, Laurent Thériault vend ses parts pour se consacrer à l'enseignement, il décède en 2009 à l'âge de 90 ans.
En 2010, le président et chef de la direction est Marc Parent.
En mai 2012, CAE acquiert Oxford Aviation Academy pour 314 millions de dollars canadiens.
Pendant la pandémie de Covid-19 au Canada, la compagnie a aidé à construire des respirateurs artificiels dans le cadre d'une stratégie du gouvernement fédéral. Ils sont homologués par Santé Canada le 17 juin 2020.
En mars 2021, CAE annonce l'acquisition des activités d'entrainement militaire de L3Harris Technologies pour 1,05 milliard de dollars.

## Activité
Elle génère des revenus annuels de plus de 2,5 milliards de dollars canadiens et compte plus de 10 000 employés dans plus de 100 sites et centres de formation répartis dans plus de 20 pays.
CAE dispose du plus grand parc de simulateurs et dispositifs de formation civils et militaires. Plus de 75 000 membres d’équipage s’entraînent chaque année dans son réseau mondial de 29 centres de formation civils et militaires.
CAE offre également à différents marchés des logiciels de modélisation et de simulation, et sa division CAE Services professionnels assiste les clients pour une large gamme de besoins axés sur la simulation.
Par ailleurs, CAE possède plusieurs écoles de formation ab-initio réunies au sein de la CAE Global Academy.

## Principaux actionnaires
Au 7  janvier 2020:
| Jarislowsky, Fraser                        | 11 676 373 | 4,40% |
| Mackenzie Financial                        | 10 746 314 | 4,05% |
| Great-West Capital Management              | 9 340 238  | 3,52% |
| Connor, Clark & Lunn Investment Management | 8 885 548  | 3,35% |
| The Vanguard Group                         | 7 309 894  | 2,75% |
| BMO Capital Markets (Canada)               | 6 925 748  | 2,61% |
| USS Investment Management                  | 6 049 669  | 2,28% |
| Invesco Advisers                           | 5 459 449  | 2,06% |
| OppenheimerFunds                           | 5 441 613  | 2,05% |
| Royal Bank of Canada                       | 5 439 570  | 2,05% |